# Songs in A Minor
Songs in A Minor (dt.: „Lieder in a-Moll“) ist das Debütalbum der amerikanischen R&B-Sängerin Alicia Keys. Es wurde am 5. Juni in den USA und am 3. September 2001 in Europa unter J Records veröffentlicht. Bei der Verleihung der Grammy Awards 2002 wurde das Album mit fünf Grammy Awards ausgezeichnet.
Der Stil des Albums ist eine Mischung verschiedener Stilelemente. Dazu zählen die Verwendung der Motown-Stils, also des Pianos, der Streicherarrangements und der Choreinsätze, in Verbindung mit modernem R&B. Der Einfluss von Clive Davis, der Alicia Keys entdeckte, ist laut Rolling Stone auf dem Album hörbar.

## Titelliste
1. Piano & I (Intro)
2. Girlfriend
3. How Come You Don’t Call Me
4. Fallin'
5. Troubles
6. Rock Wit U
7. A Woman’s Worth
8. Jane Doe
9. Goodbye
10. The Life
11. Mr. Man (Duett mit Jimmy Cozier)
12. Never Felt This Way (Interlude)
13. Butterflyz
14. Why Do I Feel So Sad
15. Caged Bird
16. Loving U (Hidden Track)

Neben der Standardversion des Albums ist eine Sonderausgabe erschienen. Diese Limited Edition enthält zusätzlich eine zweite CD mit Remixes und Unplugged-Live-Aufnahmen.

## Liedinformationen
- Das Stück Piano & I (Intro) basiert auf dem 1. Satz von Beethovens Klaviersonate cis-Moll op. 27 Nr. 2, der sogenannten Mondscheinsonate.
- Das Lied Butterflyz war das erste von Keys geschriebene Stück. Zu dem Zeitpunkt war sie 14 Jahre alt.[4]
- How Come You Don’t Call Me ist eine Coverversion des Prince-Songs How Come U Don’t Call Me Anymore?, B-Seite der Single 1999 aus dem Jahr 1982.
- Das Video zu Fallin’ , bei dem Chris Robinson Regie führte, zeigt Alicia Keys in verschiedenen Situationen, in denen sie das Lied singt und teilweise dazu Piano spielt. So sieht man sie im Intro an einem Klavier in einer Wohnung spielen, danach singt sie auf der Straße. Ein durchgängiger Handlungsstrang ist der Besuch eines Gefängnisses. Hierbei werden die Anreise mit dem Bus, die Ankunft sowie eine Konversation mit einem Häftling gezeigt. Auf dem Weg zu dem Gefängnis fährt der Bus an einem Feld vorbei, auf dem weibliche Gefängnisinsassen arbeiten und dabei das Lied mitsingen.[5]

## Singleauskopplungen
Aus diesem Album wurden die vier Singles Fallin’, A Woman’s Worth, How Come You Don’t Call Me und Girlfriend ausgekoppelt. Ihre Debütsingle Fallin war die erfolgreichste Auskopplung des Albums, sie erreichte Platz 1 der Billboard Hot 100 für sechs Wochen.
Ihre vierte Single Girlfriend wurde nur in Teilen Europas, Kanada und Australien veröffentlicht. In den USA erschien sie nicht.
- Fallin’ (20. August 2001)
- A Woman’s Worth (11. Februar 2002)
- How Come You Don’t Call Me (18. Juni 2002)
- Girlfriend (24. Dezember 2002)

## Auszeichnungen
Alicia Keys gewann mit der Single Fallin’ aus diesem Album den Grammy in den Kategorien Song of the Year, Best female R&B vocal performance und Best R&B song. Außerdem wurde das Album in der Kategorie Best R&B album mit dem Grammy ausgezeichnet. Dazu kam die Ehrung Alicia Keys als Best new artist.

## Kommerzieller Erfolg

### Chartplatzierungen
| ChartsChartplatzierungen       | Höchstplatzierung | Wochen |
| ------------------------------ | ----------------- | ------ |
| Deutschland (GfK)              | 2 (51 Wo.)        | 51     |
| Österreich (Ö3)                | 4 (35 Wo.)        | 35     |
| Schweiz (IFPI)                 | 3 (67 Wo.)        | 67     |
| Vereinigte Staaten (Billboard) | 1 (70 Wo.)        | 70     |
| Vereinigtes Königreich (OCC)   | 6 (93 Wo.)        | 93     |

| ChartsJahrescharts (2001)    | Platzierung |
| ---------------------------- | ----------- |
| Deutschland (GfK)            | 21          |
| Österreich (Ö3)              | 35          |
| Schweiz (IFPI)               | 19          |
| Vereinigtes Königreich (OCC) | 38          |

| ChartsJahrescharts (2002)      | Platzierung |
| ------------------------------ | ----------- |
| Deutschland (GfK)              | 37          |
| Österreich (Ö3)                | 44          |
| Schweiz (IFPI)                 | 28          |
| Vereinigte Staaten (Billboard) | 23          |
| Vereinigtes Königreich (OCC)   | 31          |

### Auszeichnungen für Musikverkäufe
| Land/Region                  | Auszeichnungen für Musikverkäufe (Land/Region, Auszeichnung, Verkäufe) | Verkäufe   |
| ---------------------------- | ---------------------------------------------------------------------- | ---------- |
| Australien (ARIA)            | 3× Platin                                                              | 210.000    |
| Belgien (BRMA)               | Gold                                                                   | (25.000)   |
| Dänemark (IFPI)              | Platin                                                                 | (50.000)   |
| Deutschland (BVMI)           | Platin                                                                 | (300.000)  |
| Europa (IFPI)                | 3× Platin                                                              | 3.000.000  |
| Frankreich (SNEP)            | Platin                                                                 | (300.000)  |
| Irland (IRMA)                | 4× Platin                                                              | (60.000)   |
| Italien (FIMI)               | Platin                                                                 | (100.000)  |
| Japan (RIAJ)                 | Gold                                                                   | 100.000    |
| Kanada (MC)                  | 5× Platin                                                              | 500.000    |
| Kroatien (HDU)               | Silber                                                                 | (3.000)    |
| Neuseeland (RMNZ)            | Platin                                                                 | 15.000     |
| Niederlande (NVPI)           | 2× Platin                                                              | (160.000)  |
| Norwegen (IFPI)              | Gold                                                                   | (15.000)   |
| Österreich (IFPI)            | Gold                                                                   | (20.000)   |
| Polen (ZPAV)                 | Gold                                                                   | (20.000)   |
| Schweden (IFPI)              | Platin                                                                 | (60.000)   |
| Schweiz (IFPI)               | 2× Platin                                                              | (80.000)   |
| Spanien (Promusicae)         | Platin                                                                 | (100.000)  |
| Vereinigte Staaten (RIAA)    | 7× Platin                                                              | 7.000.000  |
| Vereinigtes Königreich (BPI) | 3× Platin                                                              | (900.000)  |
| Insgesamt                    | 1× Silber · 5× Gold · 36× Platin ·                                     | 10.825.000 |

Hauptartikel: Alicia Keys/Auszeichnungen für Musikverkäufe